# Weidach (Schonwald)
Koordinaten: 48° 42′ 55,7″ N, 9° 10′ 29,8″ O
Das Gebiet Weidach ist ein mit Verordnung vom 12. Februar 2002 durch die Körperschaftsforstdirektion Tübingen ausgewiesener Schonwald (Schutzgebiet-Nummer 200084) in Baden-Württemberg.

## Lage
Das Schutzgebiet befindet sich östlich von Möhringen. Es liegt im Stadtwald Stuttgart und umfasst die Abteilung 3 des Distriktes XXIV „Weidach“.
Der Schonwald liegt im Naturschutzgebiet Weidach- und Zettachwald. Im Westen grenzt der Schonwald an das Landschaftsschutzgebiet Das ganze Körschtal. Er ist Teil des FFH-Gebiets Filder.

## Vegetation
Im Schonwald kommen laut Waldbiotopkartierung die folgenden Pflanzen vor:
Feldahorn, Berg-Ahorn, Giersch, Knoblauchsrauke, Bärlauch, Buschwindröschen, Aronstab, Wald-Zwenke, Wald-Segge, Gemeine Hainbuche, Roter Hartriegel, Gemeine Hasel, Weißdorn, Wald-Knäuelgras, Rotbuche, Scharbockskraut, Mädesüß, Gemeine Esche, Gewöhnliche Goldnessel, Europäische Lärche, Gewöhnlicher Liguster, Rote Heckenkirsche, Wald-Flattergras, Wald-Bingelkraut, Ährige Teufelskralle, Hain-Rispengras, Vielblütige Weißwurz, Hohe Schlüsselblume, Vogelkirsche, Gewöhnliche Traubenkirsche, Stieleiche, Feld-Rose, Wildrose, Zweiblättriger Blaustern, Elsbeere, Große Sternmiere.

## Schutzzweck
Der Schutzzweck des Schonwalds ist gemäß Schutzgebietsverordnung
- Erhaltung, Pflege und Entwicklung landschaftstypischer Waldbestände (Eichen-Hainbuchen-Wald, Kleebwald);
- Erhaltung und Förderung des Vorkommens z. T. seltener Tier- und Pflanzenarten;
- Erhaltung und Erneuerung der Laubbaumbestockung durch langfristige femelartige Verjüngung;
- Erhaltung und Förderung der Nistmöglichkeiten für Höhlenbrüter durch Schonung einzelner Altbäume.

## Betreuung
Wissenschaftlich betreut wird der Schonwald durch die Forstliche Versuchs- und Forschungsanstalt Baden-Württemberg (BVA).